# Jan (Mitropolski)
Jan, imię świeckie Stiepan Mitropolski (ur. 15 września?/27 września 1836 w Kałudze, zm. 19 kwietnia?/2 maja 1914 w Astrachaniu) – rosyjski biskup prawosławny.

## Życiorys
Ukończył seminarium duchowne w Kałudze, a następnie Moskiewską Akademię Duchowną, której dyplom uzyskał w 1862. Jeszcze jako student, 29 sierpnia 1861, złożył wieczyste śluby mnisze. 21 czerwca 1862 przyjął święcenia kapłańskie. We wrześniu 1862 uzyskał tytuł kandydata nauk teologicznych i został zatrudniony na Akademii jako wykładowca archeologii kościelnej, następnie zaś historii Kościoła. 27 października 1868 otrzymał godność archimandryty.
5 lipca 1870 został wyświęcony na biskupa Aleutów i Alaski, zostając pierwszym zwierzchnikiem samodzielnej eparchii obejmującej wymieniony obszar. Zainicjował przeniesienie siedziby eparchii z Sitki do San Francisco, co nastąpiło w 1872. W tym samym mieście została zlokalizowana szkoła misyjna oraz nowy katedralny sobór św. Aleksandra Newskiego.
Po objęciu katedry biskupiej kontynuował pracę naukową jako teolog i historyk Kościołów chrześcijańskich. W okresie sprawowania przez niego urzędu biskupa nadzorującego rosyjskie struktury prawosławne w Ameryce Północnej misja rosyjska rozpoczęła działania ukierunkowane na nawracanie obywateli Stanów Zjednoczonych (do tej pory ograniczano się do rdzennych ludów Alaski). Biskup Jan napisał w języku angielskim pięciotomowe dzieło poświęcone kongregacjonalizmowi, episkopalianizmowi, metodystom, prezbiterianizmowi oraz ruchom sekciarskim w USA, które zatytułował Z historii sekt religijnych w Ameryce. Publikował również artykuły religijne w prasie religijnej i wydał pracę poświęconą siedmiu soborom powszechnym.
12 kwietnia 1877 został skierowany do pracy w Świątobliwym Synodzie Rządzącym i opuścił kontynent amerykański, zamieszkując w Moskwie. Następnie od 1889 do 1910 był wikariuszem eparchii dońskiej z tytułem biskupa aksajskiego. W 1910 odszedł w stan spoczynku i zamieszkał w monasterze Opieki Matki Bożej w Astrachaniu, pełniąc funkcję jego przełożonego. W listopadzie 1913 zrezygnował również z tej funkcji, w następnym roku zmarł.